# Ельня (станция)
Ельня — станция на железнодорожной линии Смоленск — Сухиничи. Расположена в городе Ельня Смоленской области.
Здание вокзала постройки XIX века является памятником архитектуры регионального значения. В мае 2024 года на вокзале были завершены масштабные ремонтные работы.
В сентябре 1982 года у вокзала на месте блиндажа командира дивизии был установлен памятник воинам 6-й гвардейской Стрелковой Ровенской дивизии, участвовавшей осенью 1941 года в освобождении Ельни.

#### Поезда дальнего следования[4]
| № поезда | Маршрут движения        | № поезда | Маршрут движения        |
| -------- | ----------------------- | -------- | ----------------------- |
| 317      | Караганда — Барановичи  | 318      | Барановичи — Караганда  |
| 425      | Челябинск — Калининград | 426      | Калининград — Челябинск |

#### Пригородные поезда[5]
| № поезда  | Маршрут           | № поезда  | Маршрут           |
| --------- | ----------------- | --------- | ----------------- |
| 6372/6374 | Фаянсовая — Ельня | 6376/6378 | Ельня — Фаянсовая |
| 6386/6388 | Смоленск — Ельня  | 6381/6383 | Ельня — Смоленск  |